# Hans Paul Bahrdt
Hans Paul Bahrdt (* 3. Dezember 1918 in Dresden; † 16. Juni 1994 in Göttingen) war ein deutscher Soziologe, Hochschullehrer und Gründer des Soziologischen Forschungsinstituts (SOFI) in Göttingen.

## Leben
Nach dem Abitur 1937 begann für Hans Paul Bahrdt eine achtjährige Militärzeit. Nach dem Zweiten Weltkrieg studierte er in Göttingen und Heidelberg Philosophie und Geschichte. Das Studium schloss er 1952 mit einer Dissertation Die Freiheit des Menschen in der Geschichte bei Johann Gottfried Herder bei Helmuth Plessner ab. Von 1952 bis 1955 arbeitete er in der Sozialforschungsstelle an der Universität Münster in Dortmund als Forschungsassistent. Danach war er bis 1958 freier wissenschaftlicher Mitarbeiter bei der BASF. Themenschwerpunkt dieser Zeit und dann auch seiner Habilitation (1958 bei Wilhelm Emil Mühlmann) war die Industriesoziologie. Von 1959 bis 1962 war Bahrdt außerordentlicher Professor an der Technischen Hochschule Hannover, danach bis zu seiner Emeritierung im Jahr 1982 als Nachfolger von Helmuth Plessner ordentlicher Professor für Soziologie an der Georg-August-Universität Göttingen.
Nach seinen ersten industriesoziologischen Arbeiten (die unter anderem zur Gründung des Soziologischen Forschungsinstituts Göttingen führten) arbeitete Bahrdt zur Stadt- und Regionalsoziologie und zur Wissens- und Wissenschaftssoziologie. Daneben stand ein großes Interesse an allgemeinen soziologischen Fragestellungen und an der theoretischen Begründung einer phänomenologischen Soziologie.

## Veröffentlichungen
- Technik und Industriearbeit. Soziologische Untersuchungen in der Hüttenindustrie. Gemeinsam mit Heinrich Popitz, Ernst August Jüres u. a. Mohr, Tübingen 1964.
- Industriebürokratie. Versuch einer Soziologie des industrialisierten Bürobetriebes und seiner Angestellten. Enke, Stuttgart 1958, unveränderter Nachdruck 1972, ISBN 3-432-01735-9.
- Die moderne Großstadt. Soziologische Überlegungen zum Städtebau. Rowohlt, Reinbek bei Hamburg 1961.
- Die Angestellten. In: Marianne Feuersenger (Hrsg.): Gibt es noch ein Proletariat? Dokumentation einer Sendereihe des Bayerischen Rundfunks. Europäische Verlagsanstalt, Frankfurt am Main 1962, S. 15–24.
- Die Industriearbeiter. In: Marianne Feuersenger (Hrsg.): Gibt es noch ein Proletariat? Dokumentation einer Sendereihe des Bayerischen Rundfunks. Europäische Verlagsanstalt, Frankfurt am Main 1962, S. 25–33.
- Die Beamten. In: Marianne Feuersenger (Hrsg.): Gibt es noch ein Proletariat? Dokumentation einer Sendereihe des Bayerischen Rundfunks. Europäische Verlagsanstalt, Frankfurt am Main 1962, S. 34–43.
- Wege zur Soziologie. 7. Auflage, Nymphenburger Verlagshandlung, München 1973, ISBN 3-485-03010-4.
- Humaner Städtebau. Nymphenburger Verlag, München 1982, ISBN 978-3485030656.
- Die Zähmung des Autos. In: Hans Paul Bahrdt und andere: Flächenverbrauch und Verkehr. Institut für Landes- und Stadtentwicklungsforschung des Landes Nordrhein-Westfalen, Dortmund 1987, ILS-Schriften 7, S. 7–13.
- Studium in Göttingen in der Zeit nach 1945. In: Göttingen ohne Gänseliesel, Gudensberg-Gleichen, 1988.
- Großvaterbriefe. Über das Leben mit Kindern in der Familie. C.H. Beck Verlag, München 1989, ISBN 978-3406083563.
- Schlüsselbegriffe der Soziologie. Eine Einführung mit Lehrbeispielen. 10. Auflage, Beck, München 2014, ISBN 978-3-406-65863-1.